# Jean Cabanis
Jean Louis Cabanis (Berlijn, 8 maart 1816 – Berlin-Friedrichshagen, 20 februari 1906) was een Duitse ornitholoog.
Hij studeerde aan de Friedrich-Wilhelms-Universität in Berlijn van 1835 tot 1839. Aansluitend reisde hij naar Noord-Amerika. In 1841 keerde hij terug met een grote verzameling natuurhistorische specimens, vooral vogels.
Eerst werd hij assistent en later de directeur van het Museum van de Berlijnse Universiteit als opvolger van Martin Lichtenstein. In 1853 richtte hij het tijdschrift Journal für Ornithologie (sinds 2003 Journal of Ornithology) op. Hij voerde de volgende 41 jaar de redactie tot hij door zijn schoonzoon Anton Reichenow werd opgevolgd.
Op de IOC World Bird List staan 132 geslachten en 164 soorten door hem beschreven, en meer dan 260 ondersoorten. Een aantal soorten vogels draagt zijn naam als eerbetoon aan hem: Cabanis' stekelstaart (Synallaxis cabanisi), Cabanis' klapekster (Lanius cabanisi), Cabanis' loofbuulbuul (Phyllastrephus cabanisi), Cabanis' lijster (Turdus plebejus), Cabanis' gors (Emberiza cabanisi) en Cabanis' grondgors (Melozone cabanisi).

## Werk
- Samen met Ferdinand Heine: Museum Heineanum: Verzeichniss der ornithologischen Sammlung des Oberamtmann Ferdinand Heine, auf Gut St. Burchard vor Halberstadt, Museum Ornithologium Heineanum (1850-1863). [2]
  - Theil I die Singvögel (1850-1851)
  - Theil II die Schreivögel (1859-1860)
- samen met Moritz Richard Schomburgk, Christian Gottfried Ehrenberg, Franz Hermann Troschel, Wilhelm Ferdinand Erichson, Johannes Müller: Reisen in Britisch-Guiana in den Jahren 1840-1844: nebst einer Fauna und Flora Guiana's nach Vorlagen von Johannes Müller, Ehrenberg, Erichson, Klotzsch, Troschel, Cabanis und Andern, J. J. Weber, 1847
- samen met Johann Jakob von Tschudi: Untersuchungen über die Fauna peruana, Druck und Verlag von Scheitlin und Zollikofer, 1844
- samen met Anton Reichenow: Opuscula ornithologica: a collection of ornithological pamphlets
- samen met Johann Jakob von Tschudi: Ornithologie, Druck und Verlag von Scheitlin und Zollikofer, 1845
- Vögel, 1869
- Ornithologische Notizen, 1847

- Bibliothèque nationale de France: cb13164525p (data)
- Gemeinsame Normdatei: 116395877
- International Standard Name Identifier: 0000 0000 3519 7123
- Library of Congress Control Number: n97105801
- Nederlandse Thesaurus van Auteursnamen: 133284867
- Réseau des bibliothèques de Suisse occidentale: 02-A003067405
- SNAC: w6g47c7w
- Système universitaire de documentation: 238135551
- Virtual International Authority File: 311403699